# 永昌院 (足立区)
永昌院（えいしょういん）は、東京都足立区にある天台宗系の単立寺院。通称は「皿沼不動」である。

## 歴史
江戸時代初期に開山された。寛永寺が開山した際、幕府は当地一帯を寛永寺の寺領とした。そのころに創建されたものと推測される。
当初は念仏講を中心に発展したが、後に不動講が台頭し、不動明王像もその頃に勧請されたという。
明治になり晋卜和尚によって寺容を整えた。後に滋賀県大津市にある門跡寺院「円満院」の寺中寺院となった。
昭和後期になり、日本最大級の不動明王像を造立した。その胎内には、江戸時代に勧請された不動明王像が納められている。

## 交通アクセス
電車
- 日暮里・舎人ライナー 谷在家駅より徒歩8分

バス
- 国際興業バス 赤26・川15 「皿沼一丁目」または「皿沼不動」下車
- 東武バスセントラル 西01（皿沼循環） 「皿沼不動前」下車